# Gnophos falconata
Gnophos falconata là một loài bướm đêm trong họ Geometridae.